# Cristian Noriega
Cristian Jafeth Noriega Santizo (né le 20 mars 1987 au Guatemala) est un joueur international de football guatémaltèque, qui évolue au poste de défenseur.